# Netzgiraffe
Die Netzgiraffe (Giraffa camelopardalis reticulata) ist eine Unterart der Nord-Giraffe (Giraffa camelopardalis) innerhalb der Gattung der Giraffen (Giraffa) und der Familie der Giraffenartigen (Giraffidae). Eine Zeit lang wurde sie als eigenständige Art geführt, doch stuften weitere genetische Untersuchungen aus dem Jahr 2020 sie wieder auf den Rang der Unterart zurück.
Netzgiraffen werden immer seltener und ihr Gesamtbestand nimmt weiterhin stark ab. Die IUCN schätzt den Rückgang auf etwa 56 Prozent (zwischen 1988 und 2018) und ging 2018 von weniger als 16.000 Individuen im gesamten Verbreitungsgebiet aus. Auf der Roten Liste werden Netzgiraffen daher als stark gefährdet eingestuft.

## Verbreitung und Gefährdung
Die Netzgiraffe ist in Somalia, im Süden von Äthiopien und im Norden von Kenia heimisch, wird jedoch im gesamten Verbreitungsgebiet immer seltener und wurde daher von der IUCN als stark gefährdet eingestuft. Insbesondere außerhalb von Naturschutzgebieten und Reservaten ist der Verlust und die Fragmentierung des Lebensraumes durch zunehmende menschliche Besiedelung der wachsenden Bevölkerung hierbei das Hauptproblem.
Typische Habitate der Tiere sind Savannen mit Schirmakazien, Dornbuschsteppen und lichte Galeriewälder.

## Merkmale

### Körperbau
Netzgiraffen können eine Höhe von bis zu 560 cm, eine Schulterhöhe von bis zu 330 cm und ein Gewicht von bis zu 900 kg erreichen. Trotz ihres extrem langen Halses besitzen Giraffen – wie nahezu alle anderen Säugetiere, inklusive des Menschen – lediglich sieben Halswirbel. Der Hals wird von einer einzigen, sehr starken Sehne in einem Winkel von ca. 55° gehalten. Die Sehne verläuft vom Hinterkopf der Giraffe bis zum Steiß und ist für den „Höcker“ zwischen Hals und Körper verantwortlich. Im Ruhezustand hält diese Sehne Hals und Kopf in einer aufrechten Position; um den Kopf nach unten zu bewegen, z. B. zum Trinken, muss die Giraffe Muskelarbeit aufbringen.
Der Hals trägt auf seiner ganzen Länge eine Stehmähne. Am oberen Rande der Stirnbein-Knochenzapfen befindet sich ein Büschel dunkler Haare. Die Nasenlöcher sind schlitzförmig und können verschlossen werden. Die Schwanzquaste besteht aus schwarzen kräftigen Haaren von bis zu 0,5 m Länge.
Die Vorderbeine sind länger als die Hinterbeine, so dass die Rückenlinie nach hinten deutlich abfällt. Ebenso markant ist die extrem lange bläuliche Zunge, mit der Giraffen ihre Nahrung von Ästen abstreifen. Sie kann eine Länge von über 40 cm erreichen.

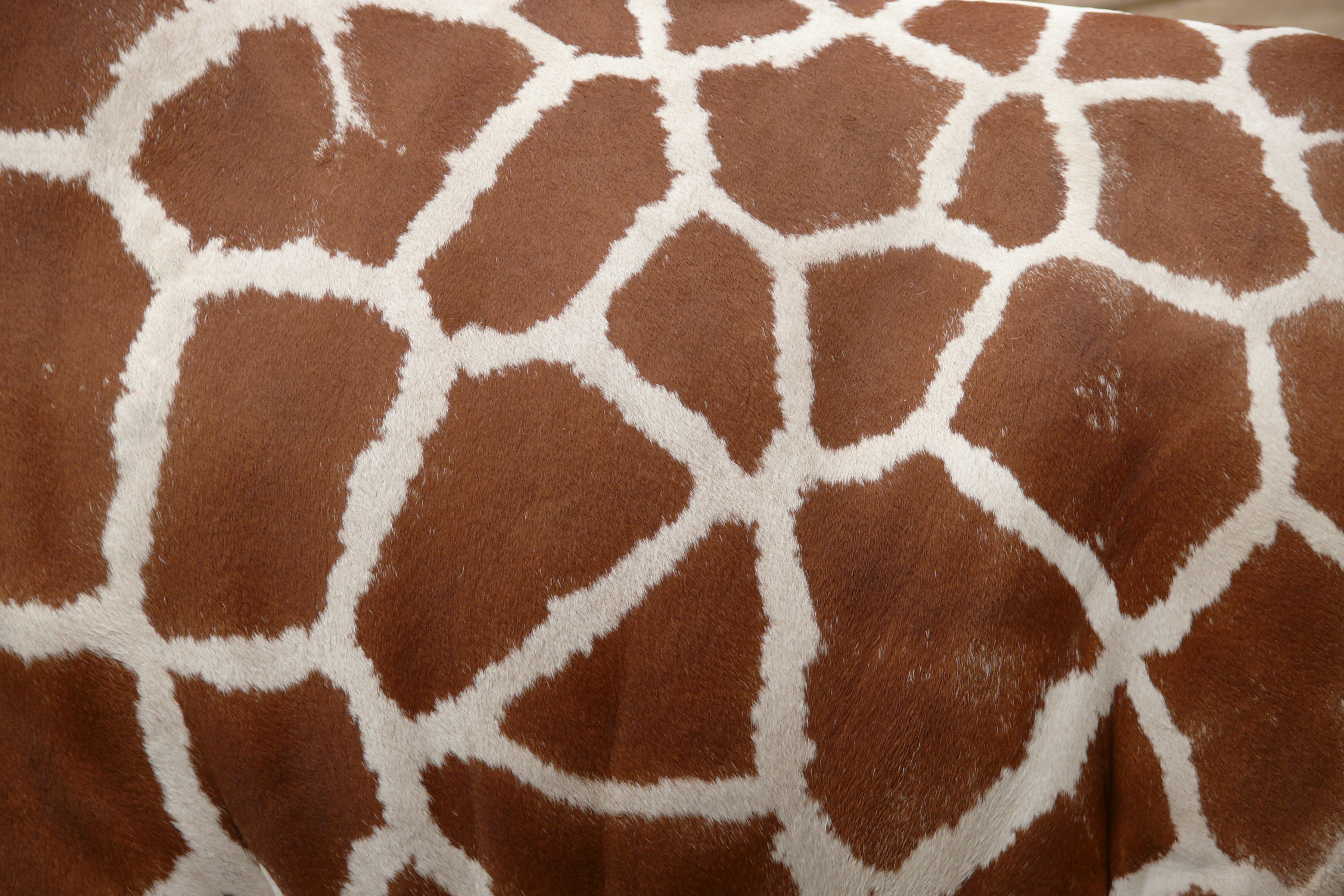
Nahaufnahme der Fellzeichnung

Auffällig sind auch die kleinen „Hörner“ am Kopf der Giraffen. Hierbei handelt es sich um Knochenzapfen, die mit Haut überzogen sind. Männliche Giraffen nutzen diese Hörner beim innerartlichen Kampf, weshalb der obere Rand dieser Knochenzapfen zumeist blank gerieben ist. Bei den weiblichen Giraffen hingegen sind dunkle Haarbüschel an diesen Hörnern zu erkennen. Neben den Hörnern lassen sich männliche Giraffen auch aufgrund ihrer größeren Statur und ihres kräftig verknöcherten Schädels von den Weibchen unterscheiden.
Um Blut in ausreichendem Maße bis ins Gehirn zu pumpen, weist das Herz der Netzgiraffen mit 12 kg gewaltige Ausmaße auf. Das Herz kann sechzig Liter Blut pro Minute durch den Körper pumpen. Auch der Blutdruck ist deutlich höher als bei Tieren vergleichbarer Größe.

### Fellzeichnung
Bei den Netz- und Massai-Giraffen hat jedes Individuum seine ganz charakteristische Fellzeichnung, durch die es sich von allen anderen Artgenossen unterscheidet. Das Fell ist creme- bis ockerfarben und weist unregelmäßige Fleckenmuster auf, die durch dünne weiße Fugen voneinander abgegrenzt sind. Daher stammt auch der Name Netzgiraffe. Die Farbe der Flecken ist häufig rötlich- bis leberbraun, es treten mitunter aber auch heller gezeichnete Individuen auf. Die Bauchseite ist heller und unbefleckt. Die Farbe der Fellzeichnung wird mit dem Alter dunkler, kann aber auch von der sozialen Stellung eines Individuums abhängen.

## Lebensweise

### Ernährung

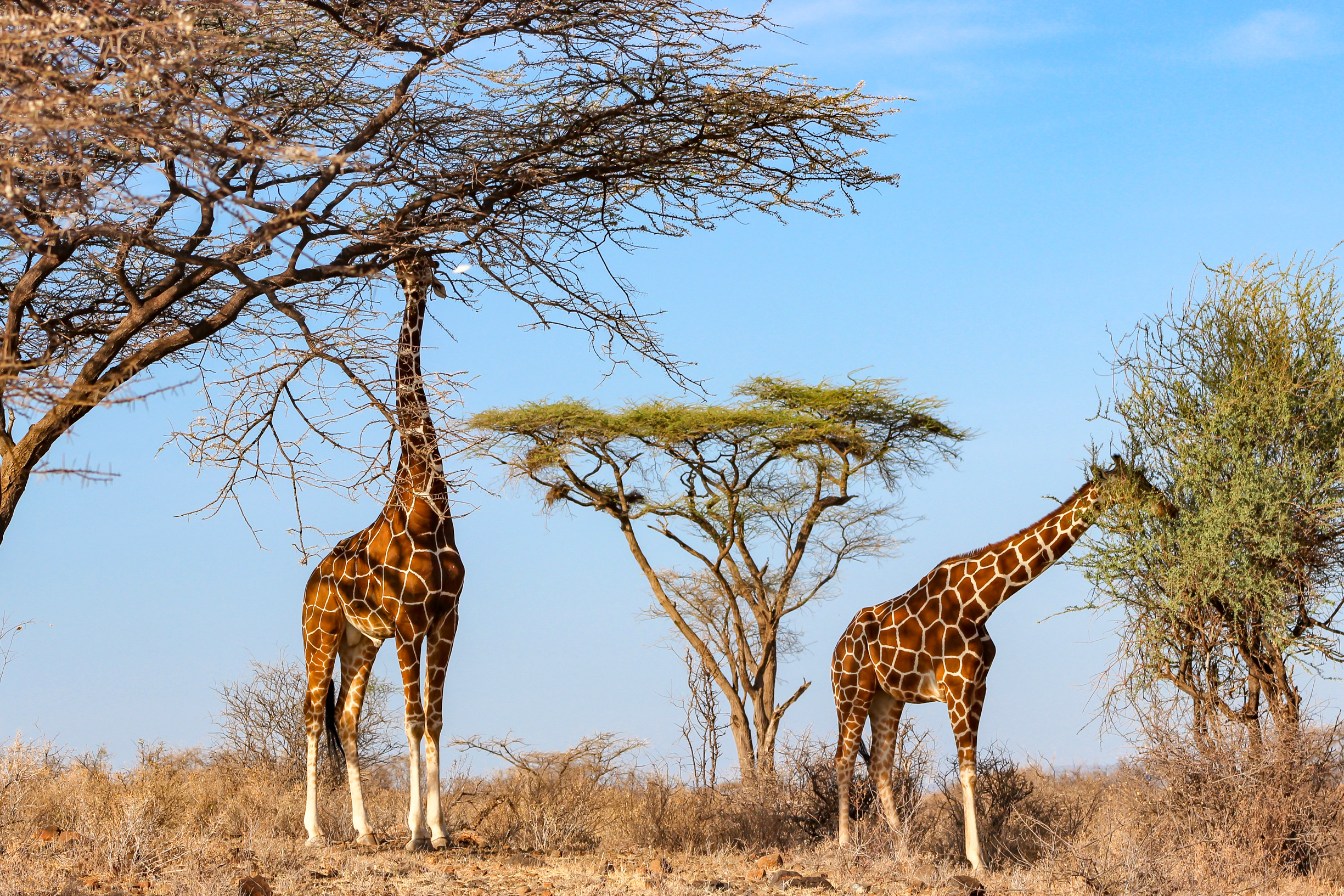
Fressende Giraffen im Samburu-Schutzgebiet in Kenia

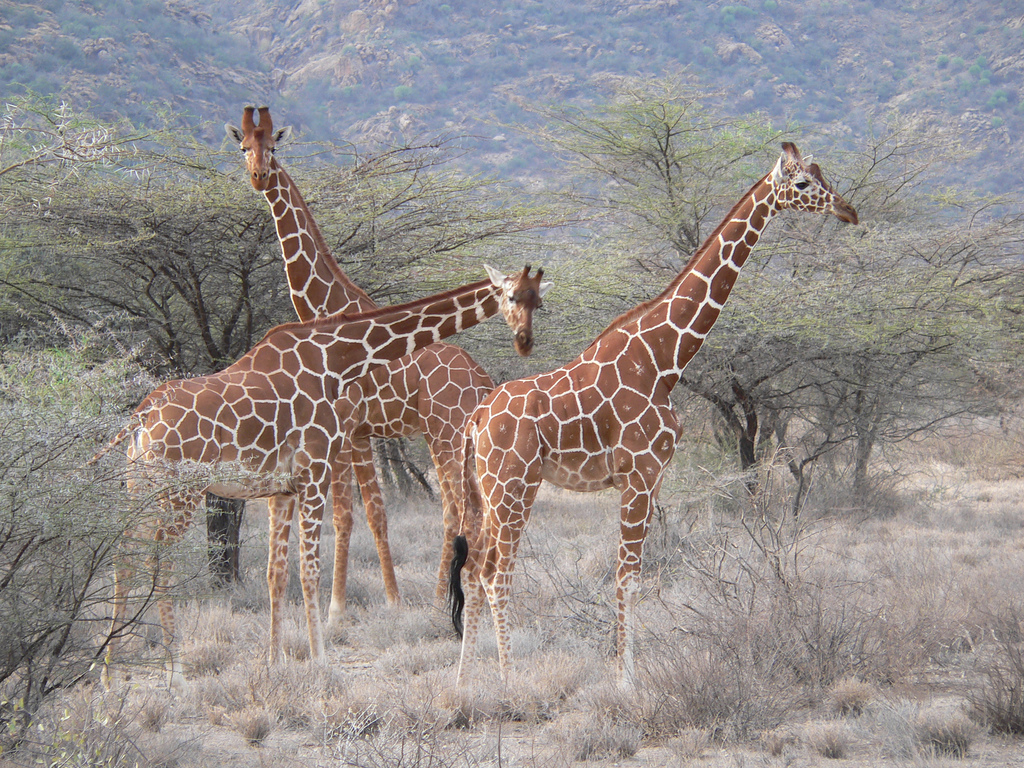
Netzgiraffen im Samburu-Schutzgebiet in Kenia

Die Tiere ernähren sich von Akazien, Myrrhen, Knospen, jungen Trieben, Blättern und in seltenen Fällen auch von Gras. Dabei umgreift die Giraffe einen Zweig oder ähnliches mit der langen, blaugefärbten Zunge und streift die Nahrung ab. Eine Netzgiraffe braucht, abhängig von der Größe, zwischen 50 und 60 kg Nahrung am Tag, um dies zu bewältigen durchstreifen Herden große Gebiete immer auf der Suche nach Nahrung. Männchen verbringen circa 43 % des Tages mit der Nahrungsaufnahme, Weibchen circa 55 %. Alle Giraffen sind Wiederkäuer. Beim Wiederkäuen muss der Nahrungsbrei aus dem Netzmagen bis über 3 m hoch ins Maul zurückbefördert werden. Das gelingt mit Hilfe der muskulösen Speiseröhre, die die Nahrungsportion in einer Kontraktionswelle nach oben schiebt. Dieses immer höher steigende Ausdehnen und Zusammenziehen des Halses lässt sich an wiederkäuenden Giraffen gut beobachten. Der Flüssigkeitsbedarf wird größtenteils aus der Nahrung gedeckt, so dass Giraffen wochenlang ohne zu trinken auskommen können. Wenn sie doch trinken, müssen sie die Vorderbeine weit spreizen, um den Kopf weit genug zu senken; ebenso verfahren sie, wenn sie Nahrung vom Boden aufnehmen, was sie allerdings nur unter sehr ungünstigen Umständen tun.

### Sozialverhalten und Kommunikation
Giraffen leben entweder als Einzelgänger oder in losen Verbänden aus adulten Kühen, Kälbern und Jungbullen. Ausgewachsene Giraffenbullen sind Einzelgänger, die sich nur zur Paarungszeit den Herden nähern. Bei der Paarung und den damit verbundenen Rangkämpfen ist das „Halsschwingen“ der Bullen zu beobachten. Dabei schwingen die Bullen ihre Hälse wie Keulen, und das mit solcher Wucht, dass ein circa 1500 kg schwerer Bulle das Gleichgewicht verlieren kann. Die Köpfe der Bullen sind mit einer doppelten Knochenschicht geschützt.
Die Stimme der Giraffen ist selten zu hören, sie wird als Blöken oder Grunzen beschrieben. Das Muttertier lockt sein Junges durch Fiepen. Giraffen verständigen sich im für Menschen nicht hörbaren Infraschallbereich mit Frequenzen unter 20 Hz.

### Fortpflanzung

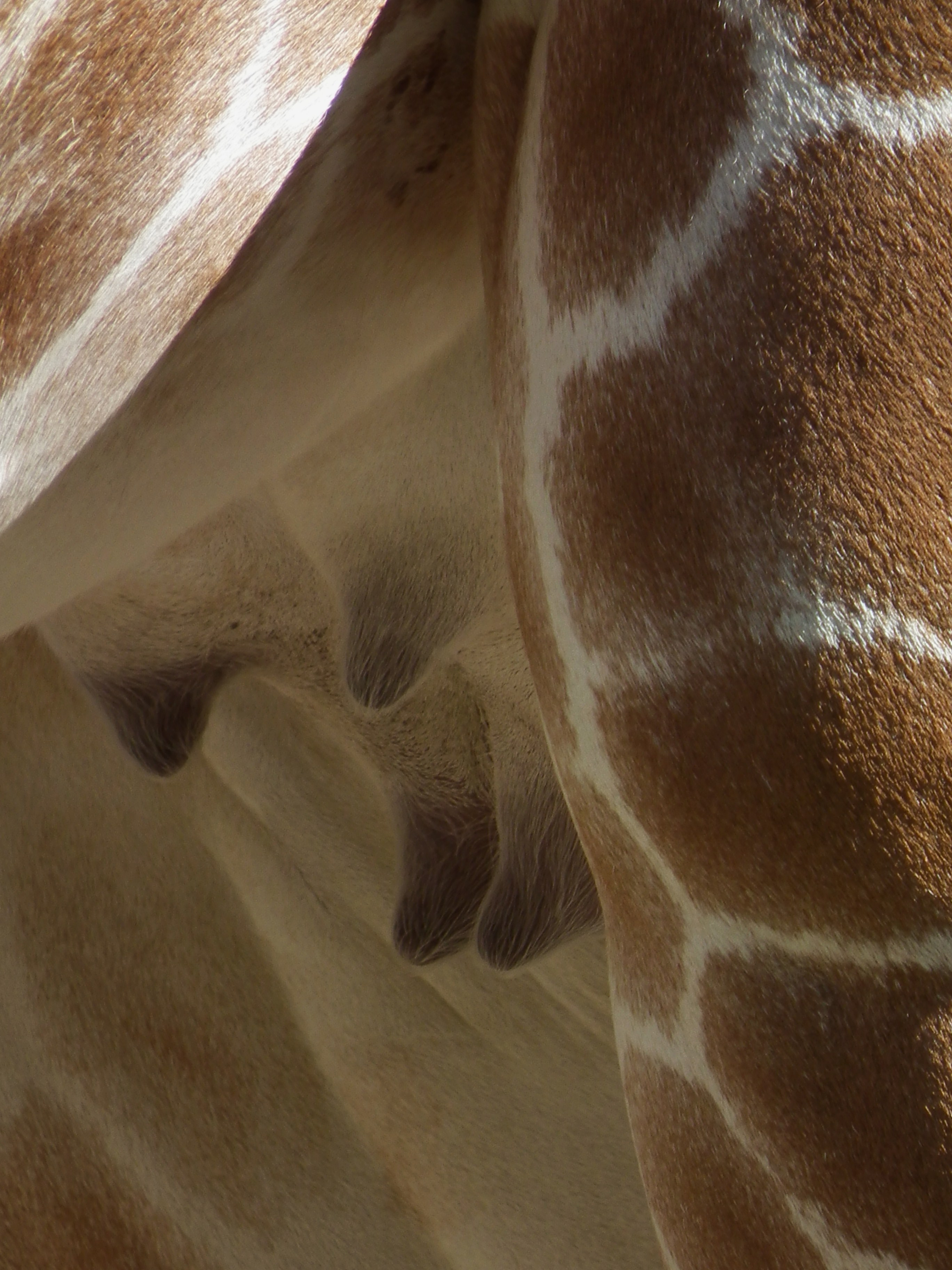
Euter einer Netzgiraffe

Im Alter von etwa fünf Jahren können Giraffenweibchen erstmals trächtig werden. Nach einer Tragzeit von circa fünfzehn Monaten bringen sie dann gewöhnlich ein einzelnes Junges im Stehen zur Welt. Zwillingsgeburten sind sehr selten. Da die Weibchen schon zwei bis drei Monate nach der Geburt wieder paarungsbereit sind, vermögen sie bei günstigen Verhältnissen etwa alle anderthalb Jahre ein Junges zur Welt zu bringen. Jedes Weibchen könnte also bei einer Lebenserwartung von ungefähr fünfundzwanzig Jahren rechnerisch zwölf bis vierzehn Junge gebären. Durchschnittlich dürften es aber in freier Wildbahn nur etwa die Hälfte hiervon sein. Das Kalb, das durchschnittlich 70 kg bei der Geburt wiegt und eine Durchschnittsgröße von circa 180 cm hat, muss einen Sturz aus circa 2,5 m Höhe über sich ergehen lassen, bevor es die nächsten 9 bis 12 Monate von seiner Mutter gesäugt wird. Trotz des Schutzes durch die Mutter erreichen nur 25 bis 50 % der Jungtiere das Erwachsenenalter.

### Fortbewegung

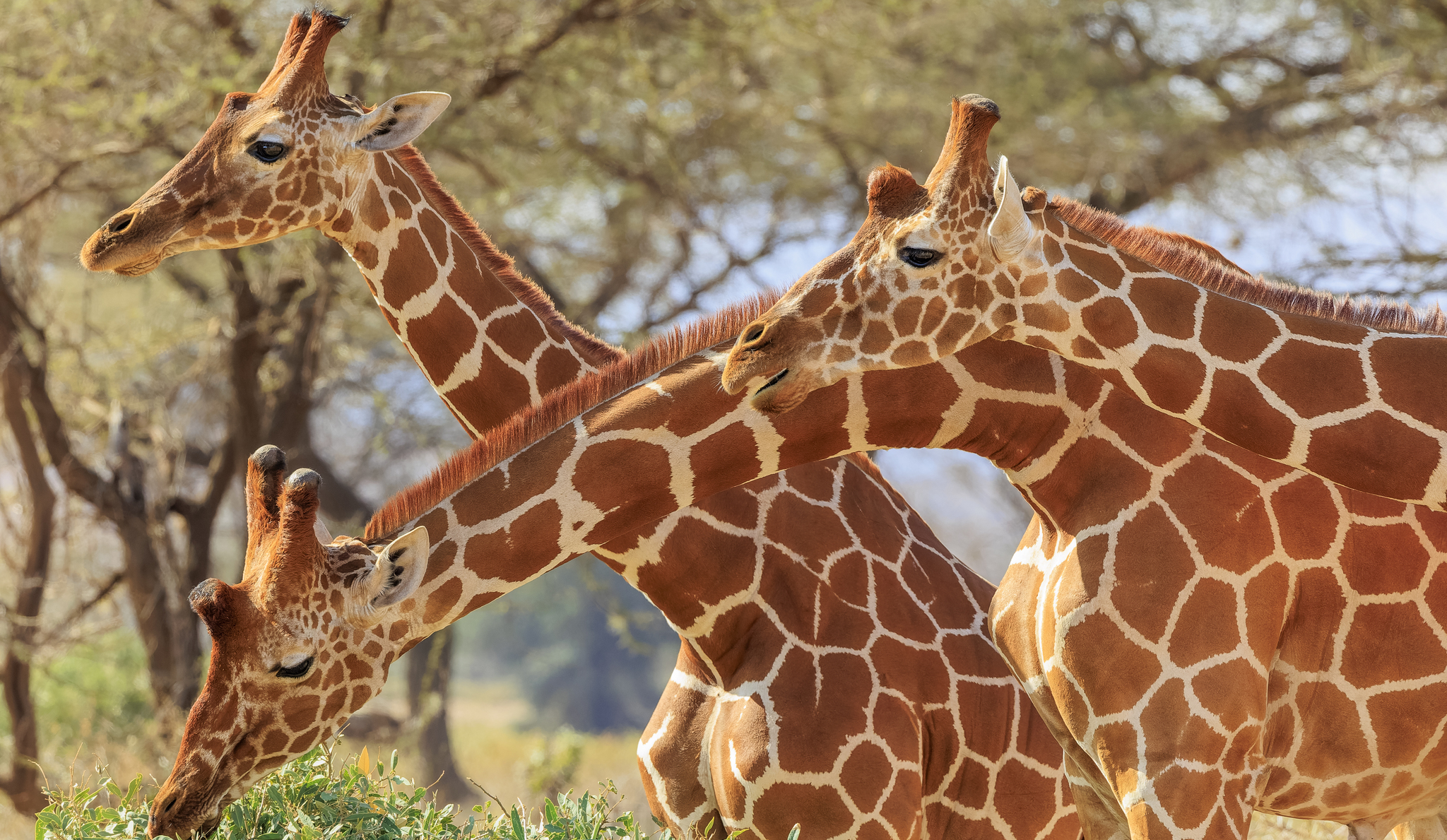
Nahaufnahme einiger Netzgiraffen

Giraffen sind Passgänger, darauf weist das Fehlen einer Spannhaut zwischen Rumpf und Gliedmaßen hin. Bei Gefahr können Giraffen auch galoppieren. In dieser Gangart werden die Vorderbeine nach vorne geworfen, während sich der Hals nach rückwärts bewegt, um das Gleichgewicht zu halten. Wenn die Vorderbeine aufgesetzt sind, greifen die Hintergliedmaßen weit nach vorn über die Vorderbeine hinaus. Giraffen erreichen auf diese Weise Geschwindigkeiten von über 50 km/h. Durch die Balancebewegungen und das Schwingen der Beine ist der Galopp der Giraffen eine merkwürdig schaukelnde Gangart.
Das Klettervermögen der Giraffen ist gering. Verhältnismäßig niedrige Böschungen bilden für sie ein unüberwindliches Hindernis. Ins Wasser gehen Giraffen nicht gerne.
Im Liegen schlagen die Giraffen ihre Beine, die in Hand- und Fersengelenken gebeugt sind, unter den Rumpf. Ein Hinterbein ist in dieser Lage immer etwas abgespreizt.
Auf der Flucht oder bei Erregung biegen Giraffen ihren Schwanz auf die Seite, sodass dieser dem Oberschenkel aufliegt.

### Feinde
Der größte Feind der Giraffe ist der Mensch. Wilderer machen immer noch Jagd auf Giraffen, um ihr Fleisch (als „Bushmeat“) und ihr Fell anzubieten. Der Verlust geeigneter Lebensräume durch die rasch anwachsende afrikanische Bevölkerung ist jedoch das größte Problem für den Erhalt der Netzgiraffen.
Ein natürlicher Feind der Giraffe ist der Löwe, während die Gefahr vor einem Geparden oder Nilkrokodil anteilmäßig sehr gering ist. Jungtiere hingegen werden auch durch Hyänen, Leoparden und Afrikanische Wildhunde bedroht. Jeder Fressfeind läuft allerdings Gefahr, sein Leben bei einem Angriff auf eine Giraffe zu verlieren, denn ihre Größe und die langen, kräftigen Beine, die Giraffen zum Zutreten und Stampfen einsetzen, können durchaus ein Löwenrudel in Schach halten und vertreiben.

## Zoohaltung
Anfang 2025 ist die Netzgiraffe europaweit in 38 Zoos und Tierparks vertreten. Die meisten Standorte, wo man die Tiere sehen kann, sind in Deutschland, wo sie an folgenden Orten gehalten werden: im Zoo Augsburg, im Zoo Frankfurt, im Zoologischen Stadtgarten in Karlsruhe, im Opel-Zoo (bei Königstein), im Tierpark Hellabrunn, im Zoologischen Garten Neunkirchen, im Zoo Osnabrück, in der Stuttgarter Wilhelma, im Allwetterzoo Münster und im Serengeti-Park (in Hodenhagen). Weitere europäische Länder mit Netzgiraffen in Tierparks oder Zoos sind: Frankreich (6 Haltungen), Italien (4), die Niederlande (3), Tschechien (3), Spanien (2), Polen (2), Dänemark (2) und jeweils ein Standort in Österreich, Griechenland, Ungarn, Schweden, Litauen und Zypern.